# Nabralaid
Nabralaid est une très petite île d'Estonie inhabitée, dans la baie d'Unguma, dans le golfe de Riga (mer Baltique), à l'ouest du pays.

## Géographie
L'île est située à 1,3 km au sud de l'île de Saaremaa, la plus grande d'Estonie, et est située dans la municipalité et le comté homonyme. Nabralaid fait 2,18 hectares, mesure 250 mètres de long et 100 mètres de large.